# Mariano Gutiérrez-Lanza
Mariano Gutiérrez-Lanza (Pardavé de Torío, León, 26 de mayo de 1865 - La Habana, 24 de diciembre de 1943), fue un jesuita español muy reconocido en su tiempo como meteorólogo y astrónomo. Fue nombrado director del Observatorio de Belén en La Habana en 1924.

## Biografía
El 26 de mayo de 1883 ingresó en el Noviciado de Loyola, donde cursó estudios durante cuatro años. A comienzos de 1891 es enviado a La Habana como profesor del Real Colegio de Belén, a pesar de no haber sido aún ordenado sacerdote. Cinco años después vuelve a España para recibir su ordenación sacerdotal, un 31 de julio de 1899 (fiesta de San Ignacio de Loyola), en el Colegio Máximo de Oña. Al año siguiente viaja a Estados Unidos, donde sigue cursos avanzados de Ciencias Exactas y Naturales en la Universidad de Georgetown durante dos años. Al término de este periodo regresa a Cuba, donde es nombrado primero subdirector del Observatorio de Belén, y posteriormente director. En La Habana pasó el resto de sus días, hasta su fallecimiento el 24 de diciembre de 1943. Sus restos reposan en el panteón de los jesuitas de la Necrópolis de Colón, en La Habana.
El 8 de septiembre de 2007, la plaza de Pardavé de Torío pasó a llamarse oficialmente “Plaza Astrónomo Mariano Gutiérrez-Lanza”.

### Logros científicos
Participó en la construcción de la estación magneto-sismológica de "La Asunción" en Luyanó, La Habana, inaugurada el 3 de febrero de 1907, que pronto fue de las mejor equipadas de América Central.
En 1910 realizó la primera observación del cometa Halley desde suelo cubano, utilizando para ello el telescopio que por aquel entonces tenía el Observatorio de Belén, un refractor de 152 milímetros. El padre Gutiérrez-Lanza redactó un estudio que presentó en la Academia de Ciencias Médicas, Físicas y Naturales de La Habana.
También en 1910 realizó sus primeras tareas como meteorólogo, ayudando al padre Lorenzo Gangoiti en el pronóstico del Ciclón de los Cinco Días. A partir de entonces destaca en el estudio de los ciclones tropicales.
El padre Gutiérrez-Lanza ocupó la dirección del Observatorio del Colegio de Nuestra Señora de Montserrat, en Cienfuegos, y posteriormente la del Observatorio de Belén, en 1924, sustituyendo al padre Lorenzo Gangoiti.
Especial mención merece el pronóstico meteorológico realizado expresamente para los pilotos Mariano Barberán y Joaquín Collar Serra, que en 1933 realizaron el vuelo Sevilla-Camagüey a bordo del Cuatro Vientos.
En 1940 fundó una radioemisora desde la que se transmitían informaciones diarias del tiempo, difusión de ciencia a nivel popular y boletines especiales en caso de ciclones.
Fue miembro emérito de la Academia de las Ciencias Médicas, Físicas y Naturales de La Habana (1915), de la Sociedad Geográfica de Cuba y de la Sociedad Meteorológica de Lima. En 1935 recibió la Orden Carlos Manuel de Céspedes, con el grado de Oficial, y la Orden de la República Española, con el grado de Comendador.